# Wiercica (dopływ Nowego Kanału)
Wiercica – rzeka dorzecza Warty na całej swej długości przepływająca przez województwo śląskie. Większa część jej wód uchodzi przez Nowy Kanał do Warty, a mniejsza biegnie starym korytem, tj. Starą Wiercicą do Kanału Warty. Jej dolina to Dolina Wiercicy.
Wiercica rozpoczyna swój bieg z dwóch źródeł: Zygmunta i Elżbiety, które znajdują się w okolicach Złotego Potoku. Rzeka przepływa przez wieś o nazwie Wiercica skąd wywodzi się jej nazwa. Rzeka ma długość około 30 km i wpada do Warty w Karczewicach. Wzdłuż całego jej biegu znajdują się rybne stawy hodowlane. Wiercica płynie m.in. przez lub w pobliżu następujących miejscowości: Sygontka, Julianka, Zalesice, Wiercica, Przyrów, Knieja, Smyków, Dąbek, Chmielarze, Karczewice. Od okolic na wysokości zbiornika w Zalesicach została uregulowana, od tego fragmentu jej nurt staje się szybszy i poprzecinany licznymi progami.
Na 19-kilometrowej długości odcinku (od miejscowości Sygontka), możliwy jest spływ kajakiem, jednak jedynie w okresie odpowiednio wysokiego poziomu lustra wody. W okresie suszy poziom wody praktycznie uniemożliwia uprawianie tego rodzaju rekreacji. Rzeka jest również popularna wśród wędkarzy.